# Bermudas nos Jogos Olímpicos de Verão de 2008
Bermudas enviou uma equipe aos Jogos Olímpicos de Verão de 2008 em Pequim, na China. O país estreou nos Jogos em 1936 e em Pequim fez sua 16ª apresentação.

## Desempenho

### Atletismo
| Atleta       | Prova                        | Elim. | Elim. | Final       | Final       |
| Atleta       | Prova                        | Tempo | Pos.  | Tempo       | Pos.        |
| ------------ | ---------------------------- | ----- | ----- | ----------- | ----------- |
| Tyrone Smith | Salto em distância masculino | 7.91  | 15    | Não avançou | Não avançou |
| Arantxa King | Salto em distância feminino  | 6.01  | 36    | Não avançou | Não avançou |

### Hipismo
| Atleta           | Cavalo    | Prova             | Fase 1 | Fase 1 | Fase 2 | Fase 2 | Fase 2 | Fase 3      | Fase 3      | Fase 3      | Final       | Final       | Final       | Final       | Final       | Final       |
| Atleta           | Cavalo    | Prova             | Fase 1 | Fase 1 | Fase 2 | Fase 2 | Fase 2 | Fase 3      | Fase 3      | Fase 3      | Fase A      | Fase A      | Fase B      | Fase B      | Total       | Total       |
| Atleta           | Cavalo    | Prova             | Pen.   | Pos.   | Pen.   | Total  | Pos.   | Pen.        | Total       | Pos.        | Pen.        | Pos.        | Pen.        | Pos.        | Pen.        | Pos.        |
| ---------------- | --------- | ----------------- | ------ | ------ | ------ | ------ | ------ | ----------- | ----------- | ----------- | ----------- | ----------- | ----------- | ----------- | ----------- | ----------- |
| Jillian Terceira | Chaka III | Saltos individual | 5      | 39     | DSQ    | DSQ    | DSQ    | Não avançou | Não avançou | Não avançou | Não avançou | Não avançou | Não avançou | Não avançou | Não avançou | Não avançou |

### Natação
| Atleta          | Prova                 | Elim.   | Elim. | Semifinal   | Semifinal   | Final       | Final       |
| Atleta          | Prova                 | Tempo   | Pos.  | Tempo       | Pos.        | Tempo       | Pos.        |
| --------------- | --------------------- | ------- | ----- | ----------- | ----------- | ----------- | ----------- |
| Kiera Aitken    | 100 m costas feminino | 1.02.62 | 33    | Não avançou | Não avançou | Não avançou | Não avançou |
| Roy Allen Burch | 100 m livre masculino | 52:65   | 60    | Não avançou | Não avançou | Não avançou | Não avançou |

### Triatlo
| Atleta      | Prova    | Natação | Corrida | Corrida | Total | Pos. |     |
| ----------- | -------- | ------- | ------- | ------- | ----- | ---- | --- |
| Flora Duffy | Feminino | 20:26   | DNF     | DNF     | DNF   | DNF  | DNF |

Legenda
| Recorde mundial      | Recorde mundial (World record)               |                       | Recorde africano                      | Recorde africano (African) |                                           | Q | Classificado por posição (Qualified) |
| Recorde olímpico     | Recorde olímpico (Olympic record)            | Recorde da América    | Recorde da América (Americas)         | q                          | Classificado por melhor tempo (Qualified) |   |                                      |
| Melhor marca do ano  | Melhor marca do ano (World leading)          | Recorde asiático      | Recorde asiático (Asian)              | DNS                        | Não largou (Did not start)                |   |                                      |
| Recorde nacional     | Recorde nacional (National record)           | Recorde europeu       | Recorde europeu (European)            | DNF                        | Não terminou (Did not finish)             |   |                                      |
| Recorde pessoal      | Recorde pessoal do atleta (Personal best)    | Recorde da Oceania    | Recorde da Oceania (Oceania)          | DSQ / DQ                   | Desclassificado (Disqualified)            |   |                                      |
| Recorde da temporada | Recorde da temporada do atleta (Season best) | Recorde sul-americano | Recorde sul-americano (South America) | NM                         | Sem marca (No mark)                       |   |                                      |